# Château d'Estang
Pour les articles homonymes, voir Estang (homonymie).
Le château d'Estang est une gentilhommière située à Marmanhac dans le Cantal

## Descriptions
Le château d'Estang actuel est un corps de bâtiment rectangulaire de deux étages et de cinq travées qui a été édifié au XVIIe siècle sur les bases de l'édifice du XVe siècle. La façade principale est exposée à l'Est. L'entrée se fait par un portail voûté en anse de panier, est encadré de deux colonnes engagées avec chapiteaux ioniques. D'après Bruno Phalip, le château du XVe siècle était cantonné de quatre contreforts circulaires qui sont toujours présents sur la partie gauche du bâtiment et qui indiquent que cette partie subsiste sur deux niveaux avec la porte au nord. 
Le château d'Estang a été inscrit monument historique le 21 mars 2005.

## Historique
Appartient au XIIIe siècle à Jehan Malpel et à sa famille jusqu'au mariage en 1321 d'Alix Malpel d'Estang avec Géraud Vigneroux dont la famille va conserver Estang jusqu'à Antoine-Louis d'Estang, qui décède avant 1743 en laissant comme veuve et héritière Guillemette Green de Saint-Marsault qui se remarie en 1753 avec Jean-Joseph de Scorailles qui décède aussi sans postérité en 1774.
En 1820 Louis Geneste, notaire royal à Aurillac, est propriétaire d'Estang qu'il lègue à son fils Jean-Baptiste Geneste (1764-1844), lieutenant particulier civil au présidial d'Aurillac, qui épouse Françoise Grognier, fille de Louis-Furcy Grognier (1777-1832).
Un de leurs fils, Émile Geneste (+1874), sera maire d'Aurillac.
Les archives du château d'Estang ont été acquises en 2009 par les Archives départementales du Cantal.

## Visites
Le château ne se visite pas.